# Monte Tom
Il Monte Tom (in lingua inglese Mount Tom) è una montagna sita nella contea di Inyo, in California, negli Stati Uniti. Si trova ad un'altitudine di 4 163 metri sul livello del mare. Insieme al vicino Monte Basin domina la parte occidentale della Valle di Owens.

## Storia
Il primo nome che fu dato al monte fu Winuba, che significa "Stando in alto" nell'idioma della popoplazione indigena della Owens Valley. Attualmente il monte prende il nome da Thomas Clark, un abitante del luogo attualmente ritenuto il primo uomo a scalare la montagna negli anni 60 del XIX secolo.

## Geografia
L'imponenza della montagna è dettata dall'elevato dislivello rispetto alla valle sottostante: La Valle di Owens è ubicata a 1200 m s.l.m. mentre la vetta della montagna si trova a oltre 4000 metri di quota. I sentieri che consentono di raggiungere la vetta sono estremamente lunghi ragione per la quale, pur in assenza di difficoltà tecniche di rilievo, sono consigliate a soli escursionisti esperti. Il più popolare parte da Horton Creek e permette di raggiungere la vetta coprendo un dislivello positivo complessivo di 1500 m e 22 km di distanza tra andata e ritorno. Dopo circa 5 km dalla partenza è presente un lago, denominato Horton Lake, dove è possibile pernottare in tenda dietro rilascio di apposito permesso da parte delle autorità locali.

## Sci fuori pista
Il monte è molto popolare tra gli appassionati di sci fuori pista: il punto più gettonato è Elderberry canyon dove è possibile coprire un dislivello in discesa di 2100 metri in caso di innevamento abbondante.
Il 26 marzo 2005, cinque sciatori che si stavano cimentando nella discesa dell'Elderberry Canyon furono sommersi da due valanghe: uno di loro fu gravemente ferito mentre due persero la vita.

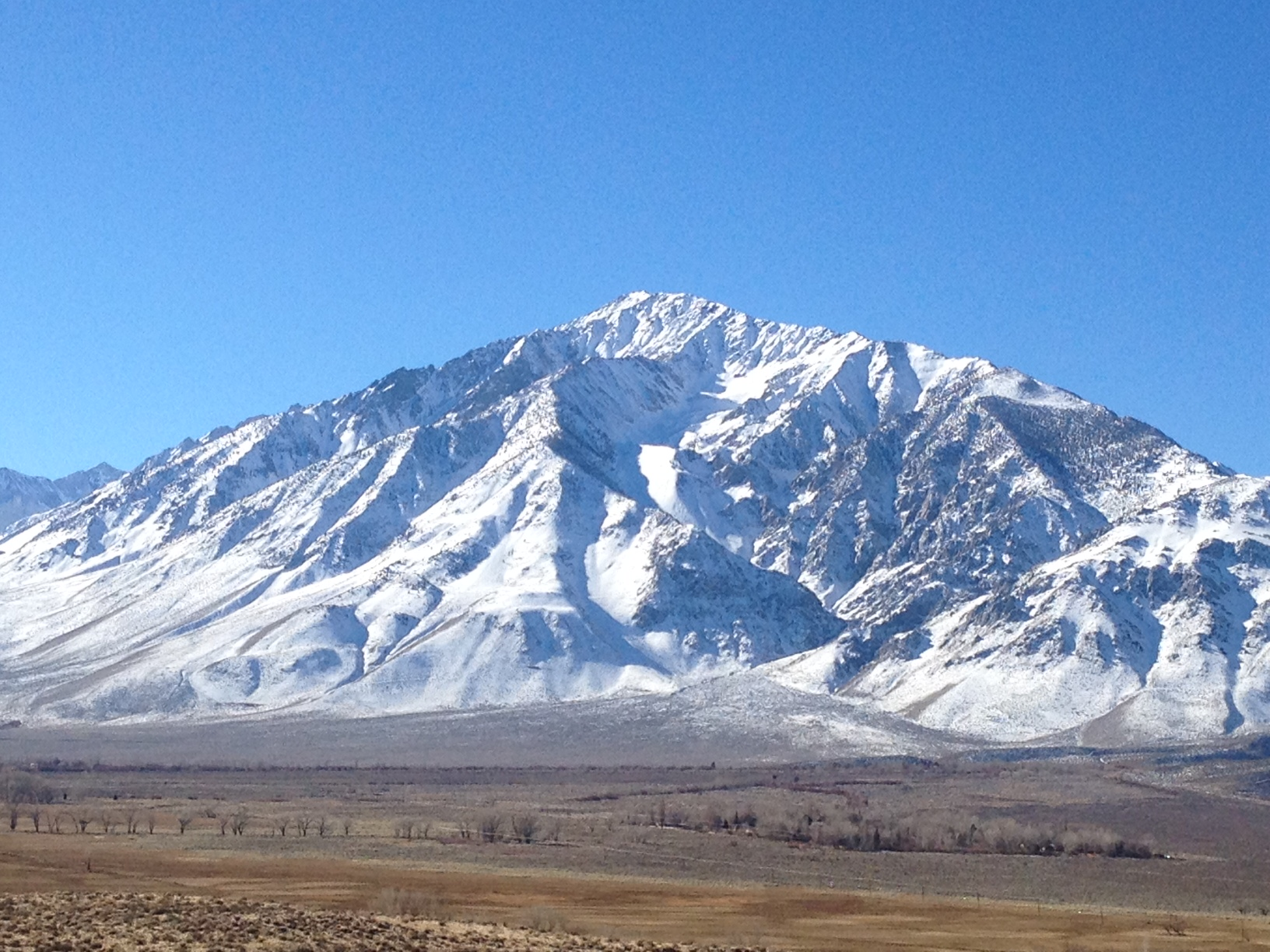
Il Monte Tom visto da Est